# Elliott (ort i Australien, Tasmanien)
Elliott är en ort i Australien. Den ligger i kommunen Waratah/Wynyard och delstaten Tasmanien, i den sydöstra delen av landet, omkring 240 kilometer nordväst om delstatshuvudstaden Hobart. Antalet invånare är 554.
Närmaste större samhälle är Burnie, omkring 11 kilometer nordost om Elliott. 
I omgivningarna runt Elliott växer i huvudsak städsegrön lövskog. Runt Elliott är det mycket glesbefolkat, med 4 invånare per kvadratkilometer. Genomsnittlig årsnederbörd är 2 259 millimeter. Den regnigaste månaden är augusti, med i genomsnitt 312 mm nederbörd, och den torraste är januari, med 91 mm nederbörd.